# Schlacht am Talas
Al-Hira – Jarmuk – Kadesia – Heliopolis – Nehawend – Konstantinopel I – Konstantinopel II – Talas
In der Schlacht am Talas bei Taras siegte das Abbasiden-Kalifat unter General Ziyad ibn Salih 751 über die unter dem koreanischen General Gao Xianzhi wieder nach Transoxanien vorgedrungenen Chinesen (Tang-Dynastie). Die Schlacht stellt den Höhepunkt der chinesisch-arabischen Konfrontation in Zentralasien dar, die sich über Jahrzehnte erstreckt hat.

## Hintergrund

### Chinesische Interessen
Die chinesischen Interessen in der Region bestanden seit Jahrhunderten. Das 8. Jahrhundert in Asien zeichnete sich durch ständige Kriege mit wechselnden Allianzen aus. Tang-China befand sich im ständigen Konflikt mit dem mächtigen tibetischen Reich, das unter Songtsan Gampo zu einem wichtigen Faktor in Zentralasien wurde. Außerdem befand sich das chinesische Reich in Auseinandersetzungen mit den Uiguren an der Nordwestgrenze und mit Thai-Völkern im Süden.
China versuchte trotz dieser Konflikte, die Kontrolle in Zentralasien zu erlangen. Hierzu nutzten sie weniger militärische Mittel, sondern schlossen Verträge über Handel und Territorien mit lokalen Herrschern.

### Arabische Interessen
651 fiel das Sassanidenreich der arabischen Eroberung zum Opfer, anschließend begann die langsame, nicht ohne Rückschläge verlaufene Eroberung Zentralasiens. Die Türgesch und lokale Stadtherren in Sogdien leisteten lange Zeit erfolgreich Widerstand, der erst um 740 gebrochen werden konnte. Gleichzeitig kam es zum offenen Konflikt zwischen Kalifat und dem mächtigen Kaiserreich der Tang-Dynastie.
715 entstanden erste militärische Konflikte zwischen den beiden Großmächten im heutigen Afghanistan. In den folgenden Jahrzehnten kam es zu weiteren Schlachten zwischen der aus gleichen Interessen entstandenen arabisch-tibetischen Allianzen und dem China der Tang-Dynastie um die Vorherrschaft in Zentralasien. Als 750 die Abbasiden das Kalifat der Umayyaden stürzten, verstärkten sie die Bemühungen einer Expansion nach Osten.

## Verlauf
751 traf eine arabisch geführte Allianz aus Arabern und einheimischen Gruppen unter dem berühmten Feldherren Ziyad ibn Salih auf die chinesische Armee und Gao Xianzhi. Die Schlacht endete mit einem Sieg der arabischen Allianz.
Der Grund für die chinesische Niederlage war möglicherweise, dass die im chinesischen Heer kämpfenden Hilfstruppen (Karluken, Oghusen) zu den Muslimen überliefen, weil Gao Xianzhi sie mit der selbstherrlichen Enthauptung des Fürsten von Taschkent gegen sich aufgebracht hatte.

## Bedeutung
Es war eine der Entscheidungsschlachten der Weltgeschichte (wenn auch erst im Nachhinein betrachtet, da die militärische Niederlage an sich weniger schwer wog; zudem fand der Sieg keine große Beachtung bei den zeitgenössischen Chronisten), da der chinesische Einfluss zurückgedrängt wurde und der Islam Eingang bei den Turkvölkern fand und Zentralasien seitdem zur islamischen Welt zählt. Zu den chinesischen Gefangenen zählten Experten der Papierherstellung, die dieses Wissen somit in die islamische Welt gebracht haben sollen (faktisch gab es dort schon einige Jahrzehnte zuvor Papiermühlen, da chinesische Handwerker bereits ansässig waren).